# Фомин, Александр Григорьевич
Алекса́ндр Григо́рьевич Фоми́н (13(25) марта 1887, Гусятино Каменецкого уезда Подольской губернии ( ныне — Гусятино Чемеровецкого района Хмельницкой области — 20 мая 1939, Ленинград) — российский и советский литературовед, библиограф, президент Русского библиологического общества. Ученик С. А. Венгерова.
В своих работах о Белинском, Чернышевском, Шелгунове, Никитине и др. Фомин тяготеет к историко-культурной школе. Его работы имеют большой фактический материал.

## Биография
Родился в семье военного и одной из первых русских «сестёр милосердия», участницы Русско-турецкой войны 1877—1878 годов. Осенью 1897 года поступил в приготовительный класс 2-й гимназии в Санкт-Петербурге, куда семья переехала после отставки отца. До пятого класса увлекался естествознанием под влиянием преподавателя Г. И. Иванова, автора известных учебников по географии. В старших классах, после прихода в гимназию А. И. Яцимирского на должность преподавателя русского языка и словесности, стал серьёзно  заниматься историко-литературной работой. В шестом—восьмом классах гимназии начал систематически работать как рецензент-библиограф в «Вестнике коммерческого образования», «Историческом вестнике», «Литературном вестнике», «Известиях книжных магазинов т-ва М. О. Вольф» и др.
   Александр Григорьевич Фомин родился 13 (25) марта 1887 г. в местечке Гусятино Каменецкого уезда Подольской губернии. Отец его был военным, мать была одной из первых русских «сестер милосердия» и участвовала в русско-турецкой войне 1876—1877 гг.
 В 1897 г. отец А. Г. Фомина вышел в отставку и переселился с семьей в Петербург. Осенью того же года А. Г. Фомин поступил в приготовительный класс 2-й гимназии. В школе па развитие Фомина оказали большое влияние два преподавателя — Г. И. Иванов и А. И. Яцимирский.
  В 1906 году поступает на историко-филологический факультет Санкт-Петербургского университета. За годы учебы (1906–1911 гг.) было написано 160 работ, среди них: библиографические указатели, рецензии на историко-литературные издания, публицистические статьи. Принимал участие в Пушкинском семинаре. С 1908 по 1911 г. был личным секретарем – Семена Афанасьевича Венгерова (русский литературный критик, библиограф, редактор).
  После революции начинает педагогическую и научно-организационную деятельность. В 1917 г. – секретарь совета Российской книжной палаты (в 1919 г. Институт книговедения). В 1919 г. – преподаватель на кафедре русского языка и словесности в I Петроградском университете, позже – профессор библиографии книжно-библиотечного факультета Института внешкольного образования. С 1920 г. начинает участвовать в различных библиографических конференциях, съездах, организует библиотечные курсы. С 1922 г. ему поручено заведование архивом, картотекой и библиотекой С.А.Венгерова, хранившейся в Институте книговедения. В 1926 г. избран заведующим секцией библиографии НИИ книговедения. В октябре 1936 года работал старшим ученым специалистом в Институте книги. После реорганизации института был переведен в Институт литературы (Пушкинский Дом), здесь заведовал сектором литературоведческой библиографии. Под его руководством началась большая работа по библиографии советского литературоведения.
  В 1938 году Высшая аттестационная комиссия утвердила А. Г. Фомина в ученом звании профессора русской литературы.
  Но уже вскоре туберкулез, все время подтачивавший организм ученого, оборвал его плодотворную, талантливую жизнь. 20 мая 1939 г. А. Г. Фомин скончался и был похоронен в Ленинграде на Волковом кладбище, в Пантеоне (быв. Литераторские мостки).

## Деятельность и основные труды
Александр Григорьевич – талантливейший библиограф, который внёс огромный вклад в развитие библиографии.
  Активно участвовал в работе 1-го и 2-го всероссийского библиографического съезда. Внес большой вклад в развитие советского библиографоведения.
  Как библиограф сложился еще в дореволюционное время, но основные труды приходятся на советский период, когда он возглавлял секцию по изучению теории, методики и истории библиографии в НИИ книговедения.
  Был президентом Русского библиологического общества, после его преобразования – сотрудником Института книги, документа и письма.
  На 2-м съезде сделал 2 доклада:
●     «Аннотации: типы, методы составления»
●     «Методы составления библиографического указателя»
  Автор монографии «Книговедение как наука», которая является первой попыткой дать систематический исторический обзор существующих книговедческих теорий.
  Основной труд – «Путеводитель по библиографии литературы» - систематический аннотированный указатель русских книг и журнальных работ, напечатанных в 1736-1932 гг. Он состоит из 14 разделов, 2 из которых носят историко-теоретико-методический характер:

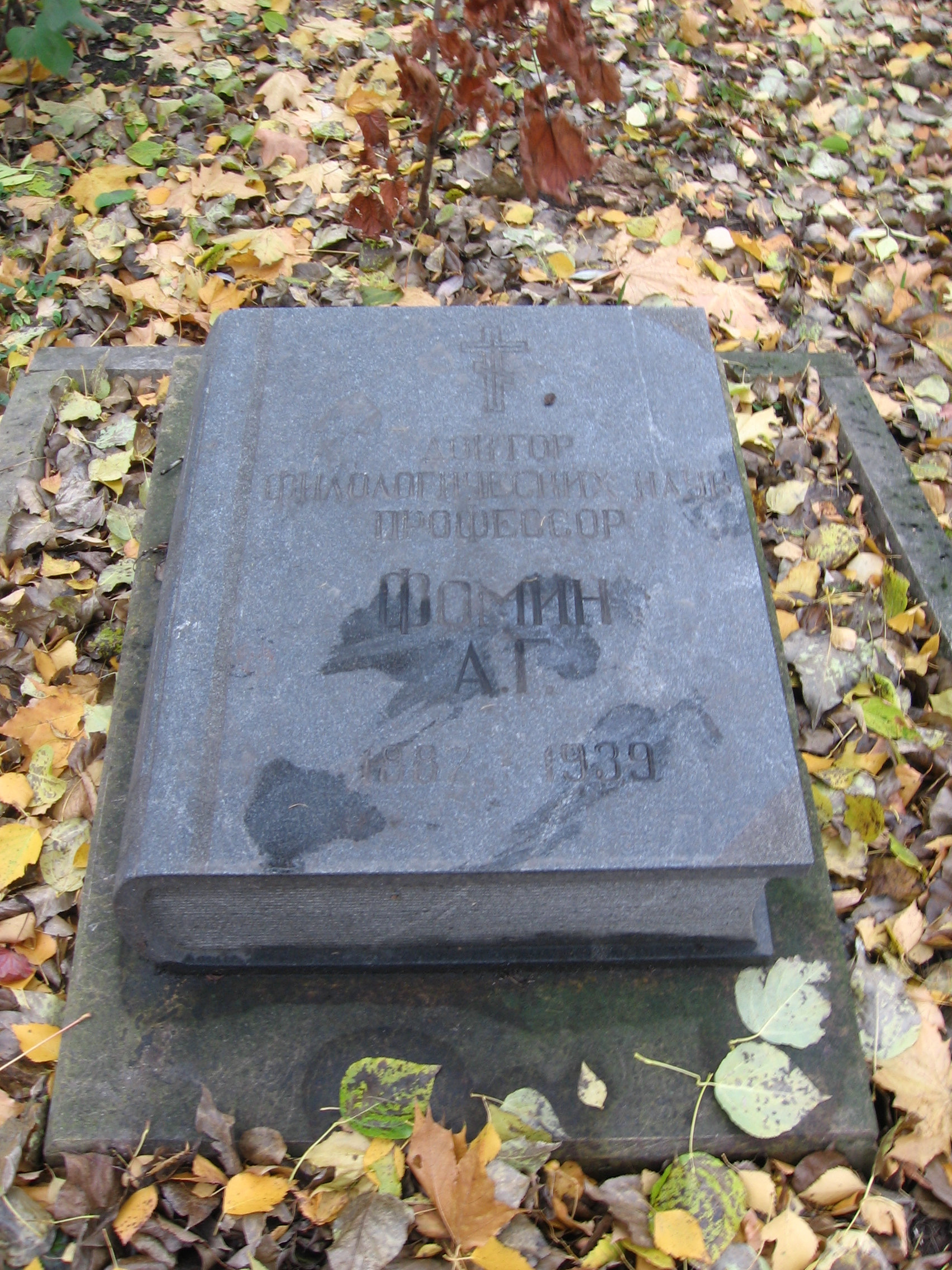
Надгробие А. Г. Фомина на Литераторских мостках

1.    Общий обзор библиографии, биобиблиографии и историографии литературы – содержит материалы как по Западной Европе, так и по России (дореволюционной и советской)
2.    «Библиография как дисциплина вспомогательная для литературоведения».
  Особенно основательно изложена методология библиографической эвристики, т.к. процесс поиска является необходимой предварительной стадией для любого типа литературоведческой работы.
Основной труд – «Книговедение как наука» (1931), в котором была предпринята первая попытка подвести итоги развития книговедения. Ему принадлежит и создание первых советских указателей в жанре путеводителя: «Путеводитель по библиографии, биобиблиографии, историографии, хронологии и энциклопедии литературы» (1934), «Pushkiniana», 1900-1910 (1929). Автор более 300 работ, посвященных вопросам библиографии, книговедения, истории литературы, педагогике: «Библиография новейшей русской литературы» (1915), «Современное состояние русской библиографии и её очередные задачи» (1927), «Методы составления библиографических указателей» (1929) и др.